# 71. Berlini Nemzetközi Filmfesztivál
A 71. Berlini Nemzetközi Filmfesztivál 2021. március 1. és 7. között került megrendezésre, a Covid19-pandémia miatt ezúttal virtuálisan. A fesztivál zsűrielnöke Enyedi Ildikó magyar filmkészítő volt. Az Arany Medve díjat Radu Jude filmje, a Zűrös kettyintés, avagy pornó a diliházban nyerte.

## Zsűri
Az alábbi emberek voltak a fesztivál zsűrijének tagjai:

### Filmek
- Enyedi Ildikó, magyar filmkészítő
- Nadav Lapid, izraeli filmkészítő
- Adina Pintilie, román filmkészítő
- Mohammad Rasoulof, iráni filmkészítő
- Gianfranco Rosi, olasz filmkészítő
- Jasmila Žbanić, bosnyák filmkészítő

### Encounters
- Florence Almozini, francia programozó[6]
- Cecilia Barrionuevo, argentin művészeti igazgató
- Diedrich Diederichsen, német vágó és kiadó

### Nemzetközi rövidfilmek
- Basim Magdy, egyiptomi művész[7]
- Christine A. Maier, osztrák operatőr
- Sebastian Urzendowsky, német színész

## Versenyben lévő filmek
Az alábbi filmek voltak versenyben az Arany Medve- és az Ezüst Medve-díjakért:
| Magyar cím                                 | Eredeti cím                            | Rendező                           | Ország                                               |
| ------------------------------------------ | -------------------------------------- | --------------------------------- | ---------------------------------------------------- |
| Zűrös kettyintés, avagy pornó a diliházban | Babardeală cu bucluc sau porno balamuc | Radu Jude                         | Románia                                              |
| A fehér tehén balladája                    | قصیده گاو سفید                         | Behtash Sanaeeha, Maryam Moqadam  | Irán, Franciaország                                  |
| Zsarufilm                                  | Una película de policías               | Alonso Ruizpalacios               | Mexikó                                               |
| Albatrosz                                  | Albatros                               | Xavier Beauvois                   | Franciaország                                        |
| Fabian: A vég kezdete                      | Fabian oder Der Gang vor die Hunde     | Dominik Graf                      | Németország                                          |
| Rengeteg – Mindenhol látlak                | Rengeteg – Mindenhol látlak            | Fliegauf Bence                    | Magyarország                                         |
| Én vagyok a te embered                     | Ich bin dein Mensch                    | Maria Schrader                    | Németország                                          |
| Inteurodeoksyeon                           | 인트로덕션                             | Hong Sang-soo                     | Dél-Korea                                            |
| Memory Box                                 | الدفاتر                                | Joana Hadjithomas, Khalil Joreige | Franciaország, Libanon, Kanada, Katar                |
| Bachmann tanár úr és az osztálya           | Herr Bachmann und seine Klasse         | Maria Speth                       | Németország                                          |
| Természetes fény                           | Természetes fény                       | Nagy Dénes                        | Magyarország, Lettország, Franciaország, Németország |
| Saját lifttel a pokolba                    | Nebenan                                | Daniel Brühl                      | Németország                                          |
| Petite Maman                               | Petite Maman                           | Céline Sciamma                    | Franciaország                                        |
| Ras vkhedavt, rodesac cas vukurebt?        | რას ვხედავთ როდესაც ცას ვუყურებთ?      | Alexandre Koberidze               | Németország, Grúzia                                  |
| Szerencse és képzelet                      | 偶然と想像                             | Ryusuke Hamaguchi                 | Japán                                                |

### Berlinale Special
| Magyar cím                                  | Eredeti cím      | Rendező                      | Ország                            |
| ------------------------------------------- | ---------------- | ---------------------------- | --------------------------------- |
| Best Sellers: Hogyan készítsünk bestsellert | Best Sellers     | Lina Roessler                | Kanada, Amerikai Egyesült Államok |
| Courage                                     | Courage          | Aliaksei Paluyan             | Németország                       |
| Per Lucio                                   | Per Lucio        | Pietro Marcello              | Olaszország                       |
| Francia kiút                                | French Exit      | Azazel Jacobs                | Kanada, Írország                  |
| Je suis Karl                                | Je suis Karl     | Christian Schwochow          | Németország, Csehország           |
| Language Lessons                            | Language Lessons | Natalie Morales              | Amerikai Egyesült Államok         |
| Zhì chi                                     | Zhì chi          | Soi Cheang                   | Hongkong                          |
| The Mauritanian                             | The Mauritanian  | Kevin Macdonald              | Egyesült Királyság                |
| Tides                                       | Tides            | Tim Fehlbaum                 | Németország, Svájc                |
| Tina                                        | Tina             | Daniel Lindsay, T. J. Martin | Amerikai Egyesült Államok         |
| Wer wir waren                               | Wer wir waren    | Marc Bauder                  | Németország                       |

### Encounters
Az alábbi filmek szerepeltek a fesztivál Encounters szekciójában:
| Magyar cím               | Eredeti cím                | Rendező                            | Ország                                                           |
| ------------------------ | -------------------------- | ---------------------------------- | ---------------------------------------------------------------- |
| As I Want                | As I Want                  | Samaher Alqadi                     | Egyiptom, Franciaország, Norvégia, Palesztina                    |
| Azor                     | Azor                       | Andreas Fontana                    | Svájc, Franciaország, Argentína                                  |
| The Beta Test            | The Beta Test              | Jim Cummings, PJ McCabe            | Amerikai Egyesült Államok, Egyesült Királyság                    |
| Blutsauger               | Blutsauger                 | Julian Radlmaier                   | Németország                                                      |
| Mantagheye payani        | Mantagheye payani          | Bardia Yadegari, Ehsan Mirhosseini | Irán, Németország                                                |
| A lány és a pók          | Das Mädchen und die Spinne | Ramon Zürcher, Silvan Zürcher      | Svájc                                                            |
| Hold 66                  | Selini, 66 erotiseis       | Jacqueline Lentzou                 | Görögország, Franciaország                                       |
| Rock Bottom Riser        | Rock Bottom Riser          | Fern Silva                         | Amerikai Egyesült Államok                                        |
| The Scary of Sixty-First | The Scary of Sixty-First   | Dasha Nekrasova                    | Amerikai Egyesült Államok                                        |
| Hygiène sociale          | Hygiène sociale            | Denis Côté                         | Kanada                                                           |
| Vị                       | Vị                         | Le Bao                             | Vietnám, Szingapúr, Franciaország, Thaiföld, Németország, Tajvan |
| Nous                     | Nous                       | Alice Diop                         | Franciaország                                                    |

### Panorama
Az alábbi filmek szerepeltek a fesztivál Panorama szekciójában:
| Magyar cím                | Eredeti cím                    | Rendező                 | Ország                              |
| ------------------------- | ------------------------------ | ----------------------- | ----------------------------------- |
| Mishehu Yohav Mishehu     | Mishehu Yohav Mishehu          | Hadas Ben Aroya         | Izrael                              |
| Yuko No Tenbin            | Yuko No Tenbin                 | Yujiro Harumoto         | Japán                               |
| Glück                     | Glück                          | Henrika Kull            | Németország                         |
| Okul Tıraşı               | Okul Tıraşı                    | Ferit Karahan           | Törökország, Románia                |
| Kelti                     | Kelti                          | Milica Tomovic          | Szerbia                             |
| A cenzor                  | Censor                         | Prano Bailey-Bond       | Egyesült Királyság                  |
| A pilóta felesége         | Die Welt wird eine andere sein | Anne Zohra Berrached    | Németország, Franciaország          |
| Aa Amal Tiji              | Aa Amal Tiji                   | George Peter Barbari    | Libanon                             |
| Dirty Feathers            | Dirty Feathers                 | Carlos Alfonso Corral   | Amerikai Egyesült Államok, Mexikó   |
| Genderation               | Genderation                    | Monika Treut            | Németország                         |
| Human Factors             | Human Factors                  | Ronny Trocker           | Németország, Olaszország, Dánia     |
| A Última Floresta         | A Última Floresta              | Luiz Bolognesi          | Brazília                            |
| Aanaf hob                 | Aanaf hob                      | Eliane Raheb            | Libanon, Németország, Spanyolország |
| Night Raiders             | Night Raiders                  | Danis Goulet            | Kanada, Új-Zéland                   |
| North By Current          | North By Current               | Angelo Madsen Minax     | Amerikai Egyesült Államok           |
| Souad                     | Souad                          | Ayten Amin              | Egyiptom, Tunézia, Németország      |
| Ted K                     | Ted K                          | Tony Stone              | Amerikai Egyesült Államok           |
| Théo et les métamorphoses | Théo et les métamorphoses      | Damien Odoul            | Franciaország                       |
| Le monde après nous       | Le monde après nous            | Louda Ben Salah-Cazanas | Franciaország                       |

### Perspektive Deutsches Kino
Az alábbi filmek szerepeltek a fesztivál Perspektive Deutsches Kino szekciójában:
| Magyar cím                | Eredeti cím               | Rendező                 |
| ------------------------- | ------------------------- | ----------------------- |
| Instructions for Survival | Instructions for Survival | Yana Ugrekhelidze       |
| Jesus Egon Christus       | Jesus Egon Christus       | David Vajda, Saša Vajda |
| In Bewegung bleiben       | In Bewegung bleiben       | Salar Ghazi             |
| A mag                     | Die Saat                  | Mia Maariel Meyer       |
| When a Farm Goes Aflame   | When a Farm Goes Aflame   | Jide Tom Akinleminu     |
| Wood and Water            | Wood and Water            | Jonas Bak               |

## Győztesek
- Arany Medve: Zűrös kettyintés, avagy pornó a diliházban (Radu Jude)
- Zsűri Nagydíja: Szerencse és képzelet (Ryusuke Hamaguchi)
- A zsűri díja: Bachmann tanár úr és az osztálya (Maria Speth)
- Ezüst Medve díj a legjobb rendezőnek: Nagy Dénes (Természetes fény)
- Ezüst Medve díj a legjobb főszereplőnek: Maren Eggert (Én vagyok a te embered)
- Ezüst Medve díj a legjobb mellékszereplőnek: Kizlinger Lilla (Rengeteg – Mindenhol látlak)
- Ezüst Medve díj a legjobb forgatókönyvnek: Hong Sang-soo (Inteurodeoksyeon)
- Ezüst Medve díj a kiemelkedő művészi teljesítményért (vágás): Yibrán Asuad (Zsarufilm)
- Encounters
  - Legjobb film: Nous (Alice Diop)[9]
  - A zsűri különdíja: Vị (Lê Bảo)
  - Legjobb rendező: (ex-aequo)
    - Ramon Zürcher, Silvan Zürcher (A lány és a pók)
    - Denis Côté (Hygiène sociale)
    - Tiszteletbeli említés: Rock Bottom Riser (Fern Silva)
- Nemzetközi rövidfilmek
  - Arany Medve díj a legjobb rövidfilmnek: Nanu Tudor (Olga Lucovnicova)[10]
  - A zsűri díja: Xia Wu Guo Qu Le Yi Ban (Zhang Dalei)
  - A fesztivál jelöltje az Európai Filmdíjra: Okostojások (Nicolas Keppens)
- Generation Kplus
  - A zsűri díja: Summer Blur (Han Shuai)[11]
    - Tiszteletbeli említés: Una escuela en Cerro Hueso (Betania Cappato)
- Generation 14plus
  - A zsűri díja: La mif (Fred Baillif)
    - Tiszteletbeli említés: Cryptozoo (Dash Shaw)

## Fordítás
- Ez a szócikk részben vagy egészben  a(z)   71st Berlin International Film Festival című angol Wikipédia-szócikk fordításán alapul.  Az eredeti cikk szerkesztőit annak laptörténete sorolja fel. Ez a jelzés csupán a megfogalmazás eredetét és a szerzői jogokat jelzi, nem szolgál a cikkben szereplő információk forrásmegjelöléseként.